# Fonit Cetra
Fonit Cetra fue una de las compañías discográficas italianas más famosas, activa entre 1958 y 1998, que fue fundada por Edgardo Trinelli.

## Historia
Fonit Cetra nació oficialmente el 16 de diciembre de 1957 de la fusión de dos sellos discográficas anteriores: Cetra, una empresa de propiedad de la RAI (y antes de la Eiar), con sede en Turín (hasta los años cincuenta en la calle Assaroti 6, luego en la calle Avogadro 30, y a finales de septiembre de 1961 en la calle Bertola 34), y la milanesa Fonit, fundada en el año 1911. 
Ambos sellos tenían una posición de importancia en el marcado discográfico italiano de la posguerra, la Cetra gracias a artistas como Nilla Pizzi, Achille Togliani y, a partir del 1957, Claudio Villa (y a la labor de su director general, Edgardo Trinelli); y la Fonit gracias a Natalino Otto y Domenico Modugno (que habían arrancado en la RCA Italiana en 1956).
Con la fusión de las dos empresas en 1957, éstas continuaron publicando discos bajo dos sellos distintos hasta fines de los años setenta, además de que mantuvieron las dos sedes hasta 1978, año en el que la sede de la calle Bertola 34 en Turín se cerró y la actividad se concentró totalmente en la sede de Milán.
La sede de Turín tenía asimismo un estudio de grabación en el que se grabaron muchos de los discos del sello discográfico; el director artístico era Mario Zanoletti, mientras que el técnico de sonido era Edoardo Massucci, hijo de Riccardo Massucci, el director de la famosa transmisión del EIAR I Tre Moschettieri, y con el cierre de la sede también cesó la actividad. Este es el inicio de un período difícil para la empresa, que entra en crisis al punto que, en los años ochenta, ya no es una distribución autónoma y se debe apoyar para esta actividad en la empresa Dischi Ricordi.
En un acto del 23 de julio de 1987, la denominación social de la empresa cambió a Nuova Fonit Cetra; por lo tanto así fue relanzada por una década de actividad, gracias al nuevo administrador Lucio Salvini, pero a fines de los años 90 la sociedad comercial fue vendida del grupo RAI a la Warner Music, que adquirió su catálogo.
Entre los muchos artistas que grabaron para Fonit Cetra encontramos a Narciso Parigi, Claudio Villa, el Quartetto Cetra, Sergio Endrigo, Marisa Sannia, Marco Armani, los New Trolls, los Delirium, Patty Pravo, Milva, Bruno Venturini, Roberto Balocco, Otello Profazio, Gipo Farassino,  Amedeo Minghi, Mietta, Mango, Loretta Goggi, Raffaella Carrà, Mia Martini, Ivano Fossati y Fausto Papetti, Luca Barbarossa, Manuel De Peppe, Michele Zarrillo, Ricchi e Poveri, Gino Paoli, Gigi Finizio, los Osanna, Renzo Arbore, Nancy Cuomo, Rosa Balistreri, Maria Carta, Antonietta Laterza, la actriz Dalila Di Lazzaro, entre otros.